# The Temptations Wish It Would Rain
The Temptations Wish It Would Rain è un album in studio del gruppo vocale statunitense The Temptations, pubblicato nel 1968.

## Tracce
- Side 1

1. I Could Never Love Another (After Loving You) – 3:33 (Roger Penzabene, Barrett Strong, Norman Whitfield)
2. Cindy – 3:08 (Smokey Robinson)
3. I Wish It Would Rain – 2:48 (Penzabene, Strong, Whitfield)
4. Please Return Your Love to Me – 2:26 (Strong, Whitfield, Barbara Neely)
5. Fan the Flame – 2:44 (Al Cleveland, Terry Johnson, Robinson)
6. He Who Picks a Rose – 2:28 (Edward Holland, Jr., Emilio "Father" Smiley, Whitfield)

- Side 2

1. Why Did You Leave Me Darling – 2:11 (James Dean, Deke Richards)
2. I Truly, Truly Believe – 2:44 (George Gordy, Margaret Gordy, Allen Story)
3. This is My Beloved – 2:13 (Nickolas Ashford, Valerie Simpson)
4. Gonna Give Her All the Love I've Got – 2:46 (Strong, Whitfield)
5. I've Passed This Way Before – 2:43 (Dean, William Weatherspoon)
6. No Man Can Love Her Like I Do – 2:16 (Holland, Whitfield, Eddie Kendricks)

## Formazione
- David Ruffin
- Eddie Kendricks
- Paul Williams
- Melvin Franklin
- Otis Williams
- The Funk Brothers